# TED (conferenza)

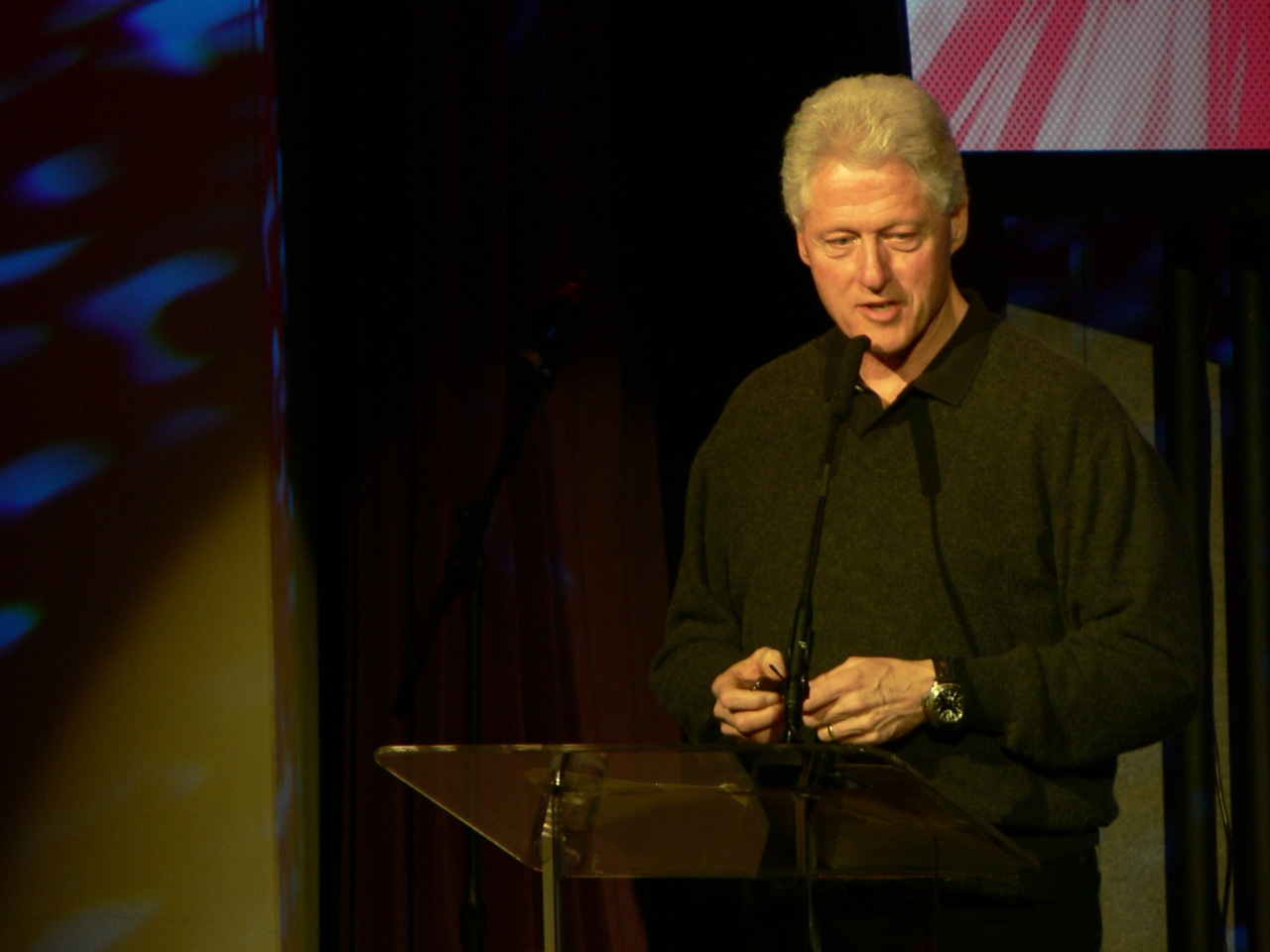
Bill Clinton al TED, destinatario del premio nel 2007

TED (Technology Entertainment Design) è una serie di conferenze, chiamate anche TED talks, gestite dall'organizzazione privata non-profit statunitense Sapling Foundation.
TED, che è nato nel febbraio 1984 come evento singolo e nel 1990 si è trasformato in una conferenza annuale, era inizialmente dedicato a tecnologia e design, coerentemente con la sua origine nella Silicon Valley, ma in seguito ha esteso il suo raggio di competenza al mondo scientifico, culturale e accademico.

## Storia
Il TED, è stato fondato da Richard Saul Wurman e Harry Marks nel 1984 e si svolge con cadenza annuale dal 1990. Wurman si è ritirato dopo la conferenza del 2002; l'evento adesso è curato da Chris Anderson e gestito dalla sua fondazione non-profit, The Sapling Foundation, che cerca di "attivare il potere delle idee di cambiare il mondo". Nel 2006 la partecipazione costava $4.400 ed era solo su invito. Nel gennaio del 2007, la modalità di associazione è stata trasformata in quota annuale di $6.000, che comprendono partecipazione alla conferenza, comunicazioni postali del club, strumenti di network e DVD delle conferenze.
La sua missione è riassunta nella formula “Le idee cambiano tutto” (in precedenza "Idee che val la pena diffondere").  Oggi la sede centrale del personale del TED è a New York e a Vancouver, ma gli eventi TED si svolgono in tutto il Nord America, in Europa e in Asia, con conferenze che vengono diffuse in live streaming. Le lezioni abbracciano una vasta gamma di argomenti che comprendono scienza, arte, politica, temi globali, architettura, musica e altro. I relatori stessi provengono da molte comunità e discipline diverse. Tra gli speaker più celebri, TED ha ospitato l'ex presidente degli USA Bill Clinton, il Premio Nobel James Dewey Watson, il produttore televisivo e attivista politico Norman Lear, il fisico Murray Gell-Mann, il cofondatore di Wikipedia Jimmy Wales, i cofondatori di Google Sergey Brin e Larry Page e il fondatore di Microsoft Bill Gates. Al TED Conference si è aggiunto il TED Global, che si svolge in varie località. Ancora, esistono i TEDx, eventi organizzati in modo autonomo ma basati sulla filosofia TED, e nel pieno rispetto delle linee guida TED.
A marzo 2016 si contavano circa 2400 conferenze TED disponibili gratuitamente sul sito ufficiale, sotto licenza CreativeCommons, con il supporto di traduzione automatica dei sottotitoli in più di cento lingue, basato sulla piattaforma dotSUB. Dal mese di settembre 2011, una selezione delle conferenze viene trasmessa settimanalmente da Rai 5, all'interno del programma televisivo TED Talks. Si riporta che nel 2012 i TED Talks abbiano raggiunto un miliardo di visualizzazioni in tutto il mondo.
A marzo 2017 Papa Francesco ha partecipato a sorpresa a un TED a Vancouver avente come tema il futuro, inviando un video.
Oggi il TED copre quasi tutti gli argomenti, dalla scienza al business alle questioni globali, e si svolge in più di 110 lingue.

## Le conferenze

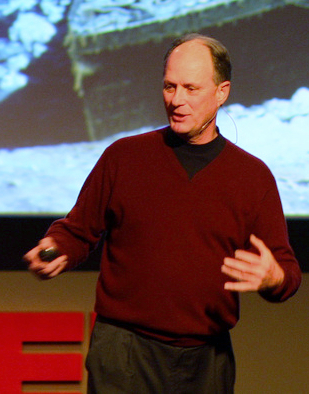
Robert Ballard al TED 2008, in un'appassionata spiegazione sull'importanza dell'esplorazione oceanografica

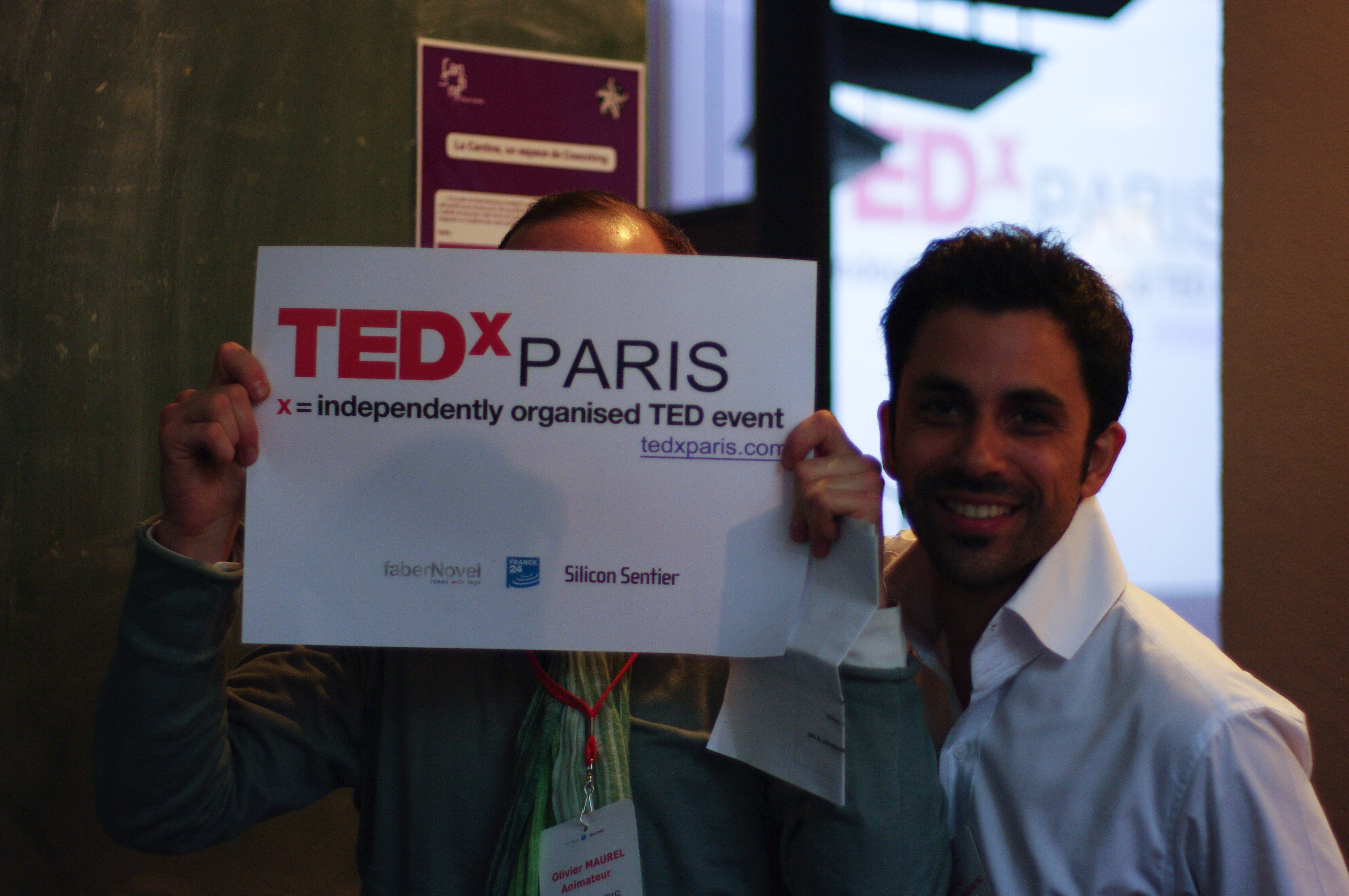
TED^{x}Paris 2009: uno dei tanti eventi organizzati all'interno del programma TED^{x}

I TEDx sono conferenze organizzate in maniera indipendente ma su approvazione di TED.com purché vengano rispettate determinate condizioni:
- Gli eventi devono essere non-profit,
- Possono avere un ticket di ingresso o uno o più sponsor al solo fine di coprire le spese di organizzazione,
- Gli speaker non ricevono alcun compenso,
- Gli eventi devono essere registrati e tutto il materiale dovrà essere pubblicato secondo la licenza Creative Commons.

## Premio TED
Nel 2005 è stato creato il TED Prize. Ogni anno tre persone ricevono 100.000 $ ciascuna e la possibilità di esprimere un desiderio per cambiare il mondo, desiderio che esse rivelano al TED.
I primi vincitori del Premio sono stati Bono, Edward Burtynsky a sostegno del Worldchanging e Robert Fischell. Il desiderio di Bono era che più di un milione di persone firmassero a sostegno della ONE Campaign per sconfiggere la povertà. I vincitori del 2006 sono stati Larry Brilliant, Jehane Noujaim e Cameron Sinclair.
Nel marzo del 2007 il Premio è stato assegnato a Bill Clinton, Edward O. Wilson e James Nachtwey. Nel 2007 il TED ha caricato una serie di conferenze nel suo sito web, visibile anche su YouTube con la username TEDtalksDirector e su iTunes, in formato sia audio sia video podcast. I vincitori del 2008 sono Neil Turok, Dave Eggers e Karen Armstrong.
- TED2005
 Bono
 Edward Burtynsky
 Robert Fischell[23]
- TED2006
 Larry Brilliant
 Jehane Noujaim
 Cameron Sinclair[24]
- TED2007
 Bill Clinton
 Edward O. Wilson
 James Nachtwey[25]
- TED2008
 Neil Turok
 Dave Eggers
 Karen Armstrong[26]
- TED2009
 Sylvia Earle
 Jill Tarter
 José Antonio Abreu[27]
- TED2010  Jamie Oliver[28]
- TED2011  JR (artista)[29]
- TED2012 City 2.0[30]
- TED2013  Sugata Mitra[31]
- TED2014  Charmian Gooch
- TED2015  David Isay
- TED2016  Sarah Parcak
- TED2017  Raj Panjabi